# 2MASS J03521086+0210479
2MASS J03521086+0210479 ist ein Brauner Zwerg im Sternbild Stier. Er wurde 2007 von Tim R. Kendall et al. entdeckt. Er gehört der Spektralklasse L0 an. Seine Position verschiebt sich aufgrund seiner Eigenbewegung jährlich um 0,46 Bogensekunden. 